# 马万里
马万里（1919年10月—2017年3月24日），男，陕西延川人，中华人民共和国政治人物。

## 生平
1935年10月，加入中国共产党。1941年1月至1947年3月，先后任陇东分区抗日青年救国会组织部副部长，陇东分区庆阳市青联主任、镇原县委委员、陇东地委宣传部干事；1947年3月至1949年3月任甘肃环县县委常委、宣传部部长、县委副书记；1949年3月至1950年3月任甘肃省镇原县委书记、县游击大队政委；1950年4月至1951年10月，任甘肃省庆阳地委委员、宣传部长，平凉地委常委、宣传部长。
1952年2月到青海工作，任中共青海省果洛工委书记，果洛骑兵支队党委书记、政委，西北军政委员会果洛工作团副团长。1954年1月至1958年6月，先后任青海省果洛地委书记、青海省果洛藏族自治区政协主席、果洛军分区党委书记、政委，果洛州委书记、第一书记、州政协主席。1958年6月至1966年1月，先后任青海省畜牧厅党组书记，副厅长、厅长，省人民委员会农牧办公室副主任，省贫农协会副主席，省畜牧兽医学院党委书记。
1966年1月至1966年12月，任青海省人民委员会秘书长、省人民委员会办公厅党组书记；1967年1月至1971年10月，受到文化大革命迫害。1971年11月至1973年7月，任青海民族学院党委书记、革委会主任，1973年8月至1977年11月，任省委宣传部副部长，省革委会文教办主任（该职任至1975年）；1977年12月至1979年7月任青海省革委会副主任兼秘书长；1979年8月至1981年6月任青海省人民政府副省长兼秘书长；1981年6月至1983年1月，任中共青海省委副书记兼省纪律检查临时委员会第一书记、省委党校校长；1983年2月至1985年7月，任中共青海省委书记；1985年8月至1988年4月，任青海省顾问委员会副主任；1988年5月至1992年7月，任青海省顾问委员会主任；1992年7月离职休养。2017年3月24日20时16分在西宁逝世，享年98岁。
他还是中国共产党第十三次全国代表大会代表。